# Vireó de Cozumel
El vireó de Cozumel (Vireo bairdi) és un ocell de la família dels vireònids (Vireonidae).

## Hàbitat i distribució
Habita el sotabosc de l'illa de Cozumel.